# Mojesz
Mojesz (niem. Mois) – rozciągająca się na odcinku przeszło dwóch kilometrów, wzdłuż potoku Srebrna, to wieś w Polsce położona w województwie dolnośląskim, w powiecie lwóweckim, w gminie Lwówek Śląski. Leżąca w dolinie Pogórza Izerskiego wieś historycznie dzieliła się na Mojesz Dolny i Mojesz Górny. Od północy Mojesz graniczy z Lwówkiem Śląskim i znajdującą się na jego terenie Szwajcarią Lwówecką.

## Podział administracyjny
W latach 1975–1998 miejscowość administracyjnie należała do województwa jeleniogórskiego.

## Historia
W Mojeszu znaleziono toporek kamienny typowy dla kultury pucharów lejkowatych (3700–1900 p.n.e.). Odkryto tu także cmentarzysko z okresu kultury łużyckiej. W X lub XI w. istniała tu osada górnicza związana z wydobyciem złota w okolicach Lwówka Śląskiego. Niemieckie opracowania wskazywały na słowiańskie pochodzenie Mojesza. W roku 1217 Henryk I Brodaty przekazał Dolny Mojesz Lwówkowi Śląskiemu z zastrzeżeniem, że czynsz (rocznie po 24 korce pszenicy, żyta i owsa) ma być przekazywany na ręce lwóweckiego proboszcza. Później czynsz otrzymywała lwówecka komenda rycerzy maltańskich. Mieszkańcy lwóweccy otrzymali od Henryka Brodatego przywilej monopolu na sprzedaż własnego piwa we wsi oraz dochody z barci ze sprzedaży miodu i wosku, dochód z folwarku i z 50 łanów ziemi. Ponadto każdy w mieszkańców Mojesza, który złamał prawo, był sądzony przez lwóweckiego wójta. Miejski folwark w Mojeszu miał 800 mórg gruntów, w tym 400 mórg ziemi ornej. Górny Mojesz był własnością szlachecką. Jakaś część zarówno Górnego, jak i Dolnego Mojesza należała do cystersów z Lubiąża. W 1344 r. zapłacili oni Bolkowi I za prawa sądownicze w swoich włościach przekazując mu 100 grzywien srebra czynszu z Dolnego i 72 grzywien z Górnego Mojesza. Od II poł. XIII wieku Mojesz Górny stanowił własność benedyktynek z Lubomierza. Zakonnice zadbały o to, by we wsi można było prowadzić jedynie wyszynk ich lub lwóweckiego alkoholu. Mojesz Górny był zależny prawnie i finansowo od klasztoru w Lubomierzu aż do czasu kasacji klasztorów na Śląsku w 1810 r.19 sierpnia 1813 kula armatnia wystrzelona podczas bitwy pod Dębowym Gajem wbiła się w ścianę mojeskiej karczmy, która od tej pory nazywała się „Pocisk”. Właściciel umieścił nad kulą pamiątkowy napis z datą. 15 października 1885 Mojesz uzyskał połączenie kolejowe z Lwówkiem i Gryfowem Śląskim.

### Skarb
Dawni mieszkańcy Mojesza z pokolenia na pokolenie przekazywali sobie legendę, gdy w pobliżu wsi, Kozacy ze sprzymierzonej armii prusko-rosyjskiej złupił konwój francuski, przewożący transport złota lub innych kosztowności. Według podań, Kozacy musieli szybko uciekać i ukryli w okolicy wsi drogocenny i do dziś nieodkryty skarb. Rosyjski raport gen. Alexandra Andraulta de Langerona wymieniając poszczególne zdobycze bitewne, nie wymienia żadnej kasy dywizyjnej. W 1830 r. bezskuteczne poszukiwania tego skarbu prowadził obywatel Francji, a w 1925 roku, w okolicy, powołano specjalną komisję niemiecko-francuską, która również nie odnalazła łupu.

## Nazwa
Wieś występowała w dokumentach pod różnymi formami nazw Mojesz i Ujazd. I tak w 1204 r. pojawiła się jako Moysi, w 1217 r. – Mogez, 1241 r. – Vyazd. W 1344 r. odróżniano Moyes superiori i Moyes inferiori. W 1352 r. nazwę zapisywano Moyges, w 1667 r. Mois, w 1687 r. villa Vgaz i villa Ujazd, w 1765 r. Mois, w 1786 r. Ober-, Nieder-Mois, a w 1918 r. Mois bei Löwenberg. W 1945 r. wieś uzyskała nazwę Ujazdowo, którą zmieniono w 1947 r. na Mojesz.

## Demografia
| Rok  | Dolny Mojesz | Górny Mojesz | Mojesz (ogółem) |
| ---- | ------------ | ------------ | --------------- |
| 1821 | 147          | 301          | 448             |
| 1933 | 212          | 258          | 470             |
| 1939 | 219          | 266          | 485             |
| 2011 | b.d.         | b.d.         | 285             |

Według Narodowego Spisu Powszechnego (III 2011 r.) Mojesz liczył 285 mieszkańców.

## Rekreacja
1 października 2004 otwarto trasę rowerową z Lwówka Śląskiego do Pławnej Dolnej, wykorzystującą nieużywane od trzydziestu lat torowisko.

## Biwak Napoleoński
Od 2010 r. każdego roku, w sierpniu lub na początku września, w Mojeszu, odbywa się Biwak Napoleoński (Piknik Napoleoński) pod nazwą „Niecodzienne Jarmarki Dziedzicowe”. Wydarzenie nawiązuje do historii kampanii napoleońskiej o Śląsk w 1813 r. Wówczas to w najbliższej okolicy stacjonowały wojska napoleońskie, a 24 sierpnia 1813 r., Aleksander Fredro wszedł w Lwówku Śląskim w czynną służbę. Wyczerpane walkami wojska napoleońskie oraz rosyjsko-pruskie zawarły rozejm. Wówczas, wzdłuż linii Bobru rozlokowane były oddziały francuskie, a jeden z nich stacjonował na polach Mojesza. Wydarzenie kulturalne przypominające tę historię rozpoczyna się od przemarszu wojsk napoleońskich z rynku w Lwówku Śląskim do Mojesza. Podczas imprezy grupy rekonstrukcyjne i mieszkańcy wsi przebierają się w stroje z epoki, odbywają się pokazy historyczno-militarne, ma miejsce inscenizacja bitwy, która rozegrała się tutaj w 1813 roku. Po inscenizacji, w świetlicy wiejskiej, odbywa się prelekcja na temat walk z 1813 roku. Po prelekcji, na zgromadzonych, czekają liczne konkursy (m.in. na najsmaczniejszą napoleonkę, [należy przynieść blachę ciasta własnoręcznie upieczonego] oraz na najlepiej przebraną rodzinę lub grupę [obowiązują stroje stylem nawiązujące do pierwszej połowy XIX wieku]), kuchnia polowa i biesiada pod gwiazdami.